# Domino (jeu de cartes)
Pour les articles homonymes, voir Domino.
Le domino, appelé aussi fan tan, ou encore Sevens ou Parliament en anglais, est un jeu de cartes traditionnelles se jouant à plusieurs avec un seul jeu de 52 cartes. Ce jeu constitue par ailleurs une des phases du jeu du Barbu.

## But du jeu
Le but du domino est de se débarrasser de toutes ses cartes en suivant un ordre logique.

## Disposition
Les 7 des quatre couleurs sont placés sur la table. Les joueurs se partagent toutes les autres cartes, de manière équitable (chaque joueur doit avoir le même nombre de cartes). À tour de rôle, les joueurs posent une carte, à condition que celle-ci suive ou précède une de celles déjà posées. Donc, seuls un 6 ou un 8 peuvent commencer la partie. Si un joueur ne peut pas continuer la suite, il doit passer son tour. La suite va dans les deux sens, de l'As au Roi. Le premier joueur sans carte remporte la partie.

## Variante

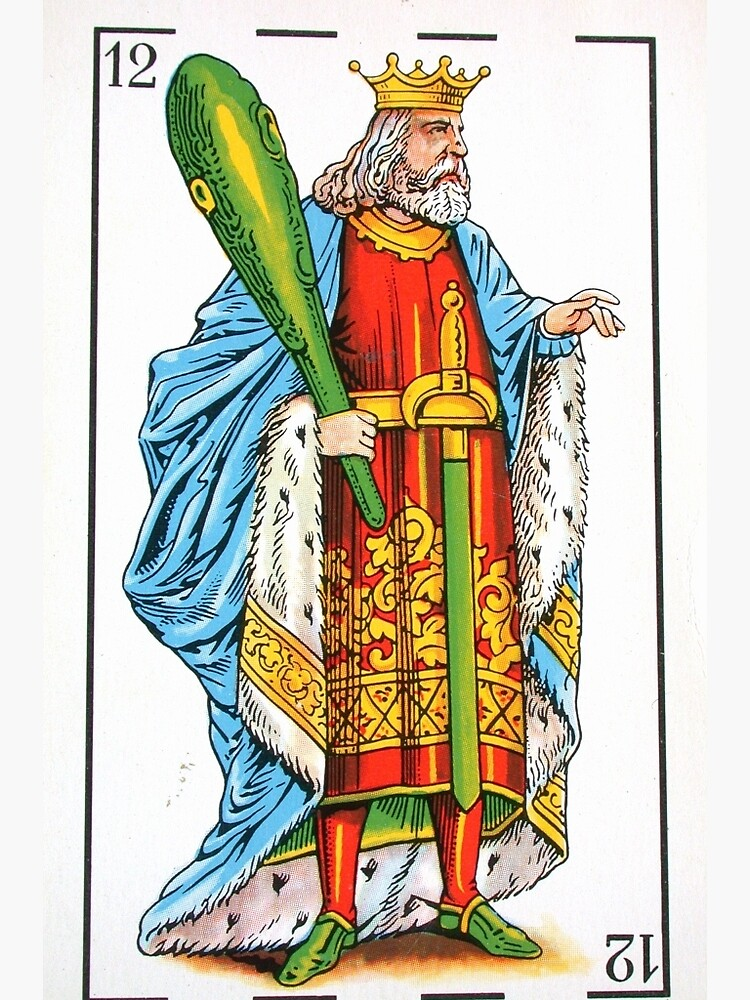
Le « Roi du Bâton »

Il existe une variante parfois nommée « Roi du Chibre » en référence au 12 de bâton[réf. nécessaire]. 

L’entame commence par le 5, ensuite les joueurs jouent de façon analogue à la règle ci-dessus. Lorsqu’un joueur pose le 12 de bâton chaque joueur doit dire « Roi du Chibre », le dernier à le prononcer à un gage.[réf. nécessaire]
Le jeu se joue traditionnellement à 4 mais il peut également se jouer à 3, à 5 ou à 6. 

Dans le cas du jeu à 5 joueurs, pour que chaque joueur ait le même nombre de cartes il faut ajouter 2 jokers au jeu. Ces jokers peuvent être joués au-dessus d’un 12 ou en dessous d’un 1 (mais jamais au-dessus ou en dessous d’un autre joker).